# 牛江镇
牛江镇，是中华人民共和国广东省江门市恩平市下辖的一个乡镇级行政单位。是冯如的家乡。全国第七批“中国华侨国际文化交流基地”之一。

## 行政区划
牛江镇下辖以下地区：
牛江墟镇社区、岭南村、龙湾村、横眉村、黄坭坦村、鹏昌村、莲华村、仕洞村、马龙塘村、梨园村、高联村、莲塘村和昌梅村。